# Dunk (Mitterfels)
Dunk ist ein Gemeindeteil des Marktes Mitterfels im niederbayerischen Landkreis Straubing-Bogen.
Die Einöde  liegt im Landschaftsschutzgebiet Bayerischer Wald, 3,3 Kilometer südwestlich von Mitterfels am Rand des Gemeindegebietes und westlich des Dunkgrabens neben der Staatsstraße 2140. Der Ort Dunk ist der katholischen Pfarrgemeinde Steinach zugeordnet.

## Einwohnerentwicklung
| Jahr      | 1831 | 1835 | 1860 | 1871 | 1875 | 1885 | 1900 | 1916 | 1925 | 1950 | 1961 | 1970 | 1987 |
| --------- | ---- | ---- | ---- | ---- | ---- | ---- | ---- | ---- | ---- | ---- | ---- | ---- | ---- |
| Einwohner | 004  | 021  | 011  | 012  | 012  | 010  | 013  | 015  | 013  | 010  | 012  | 014  | 012  |